# Cidnopus platiai
Cidnopus platiai là một loài bọ cánh cứng trong họ Elateridae. Loài này được Mertlik miêu tả khoa học năm 1996.